# Мельник, Александр Владимирович
Александр Владимирович Мельник (11 июня 1958, Вознесеновка, Луганская область — 8 сентября 2021, Путоранский заповедник) — российский кинорежиссёр и сценарист, член гильдии кинорежиссёров России. Отец кинопродюсера Антона Мельника.

## Биография
Родился 11 июня 1958 года в посёлке Червонопартизанск Свердловского района Ворошиловградской области, СССР.
В 1980 году окончил Одесский гидрометеорологический институт по специальности инженер-гидролог. Работал на полярной станции в море Лаптевых (Тиксинское управление гидрометслужбы). Участвовал в гидрологических экспедициях в бассейнах Северного Ледовитого и Тихого океанов.
- 1980—1982 гг. — проходил срочную службу в рядах Советской армии.
- 1984—1992 гг. — корреспондент в редакциях газет «Советская Молдавия» и «Вечерний Кишинёв». Автор книг «Горячее опробование» (1988), «Безумное зеркало» (1991) и ряда пьес.
- 1992—1997 гг. — генеральный директор издательства «Андреевский флаг» (г. Москва)[3].
- 1992—2006 гг. — президент общественной организации «Фонд Андрея Первозванного»[4]
- 2001—2006 гг. — президент общественной организации «Центр Национальной Славы России»[5]
- 2006—2021 гг. — кинорежиссёр.

Был женат, имел трёх детей.

### Гибель
8 сентября 2021 года около семи часов утра погиб в возрасте 63 лет на Большом Иркиндинском водопаде (Китабо-Орон), находящемся в западной части Путоранского заповедника, в 120 км от Норильска, вместе с главой МЧС Евгением Зиничевым во время подбора места для съёмок фильма — поскользнулся и сорвался со скалы в реку.
Похороны состоялись 11 сентября в деревне Афинеево Московской области, в которой проживал Мельник.

## Фильмография

### Режиссёр
- 2008 — «Новая Земля»
- 2015 — «Территория»
- 2020 — «Земля леопарда, или Феномен человека» (документальный)[11]

### Сценарист
- 2015 — «Территория»
- 2020 — «Земля леопарда, или Феномен человека» (документальный)